# 奥西奥拉 (爱荷华州)
奥西奥拉（Osceola）是美国艾奥瓦州克拉克县的城市和县城。 2010年美国人口普查中的人口为4929人。